# Psitteuteles goldiei

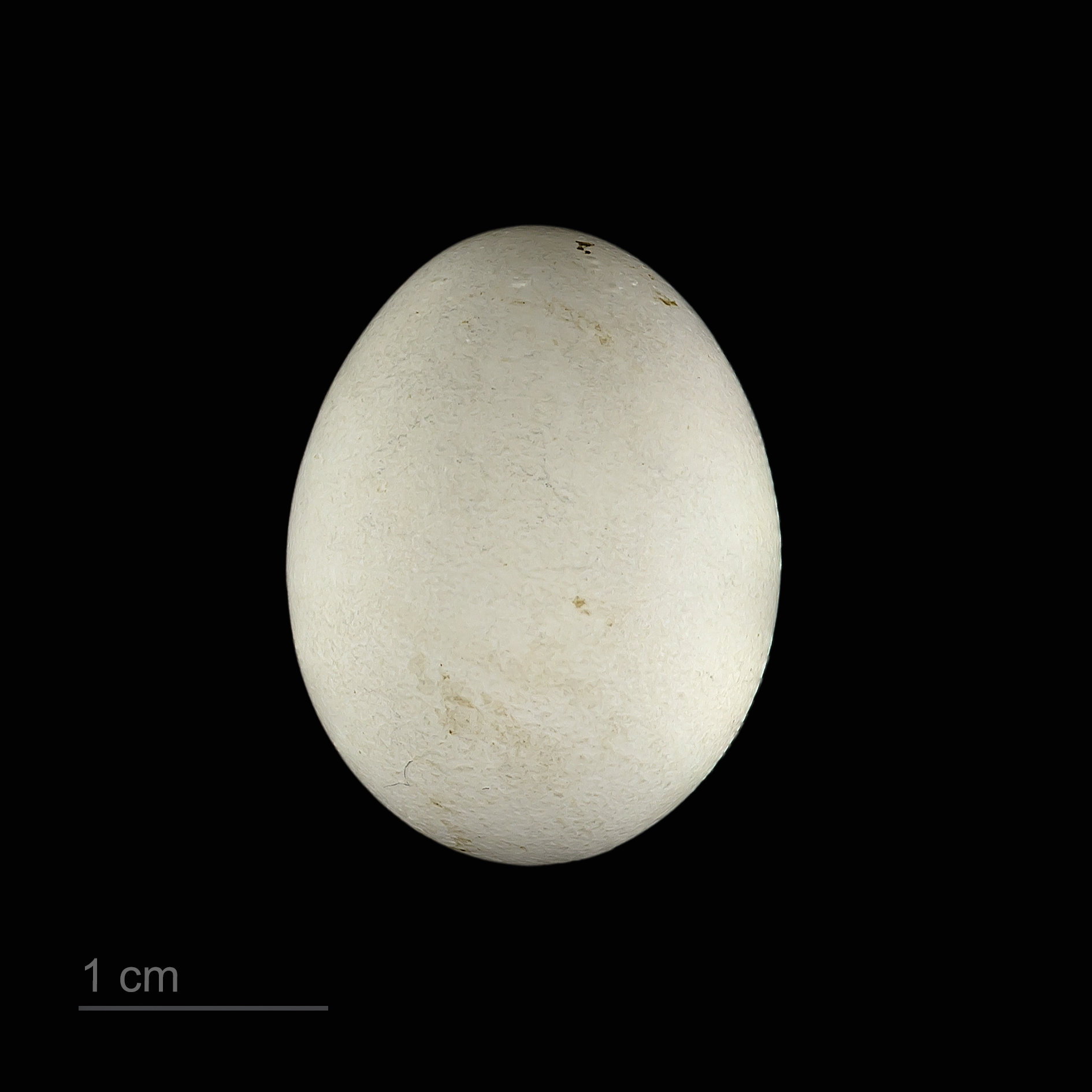
Psitteuteles goldiei

Il lorichetto di Goldie (Psitteuteles goldiei) è un uccello della famiglia Psittaculidae.

## Distribuzione e habitat
Vive in Indonesia e Papua Nuova Guinea. I suoi habitat naturali sono le foreste umide di pianura subtropicali o tropicali o le umide regioni oltre il limite degli alberi subtropicali o tropicali.

## Descrizione
Il lorichetto è quasi completamente verde con strisce gialle nell'area pettorale e la faccia rossa e blu. È stato detto che nell'aspetto assomigli ad un cocomero. È un piccolo uccello che misura 19 cm e pesa 45-60 grammi.

## In cattività
Il lorichetto di Goldie è considerato un buon animale domestico. Sono tranquilli, non distruttivi e non aggressivi e possono essere tenuti come singola coppia o in comunità più numerose. Alcuni lorichetti hanno imparato a imitare la voce umana.